# Pohlia elongata
Pohlia elongata là một loài Rêu trong họ Bryaceae. Loài này được Hedw. miêu tả khoa học đầu tiên năm 1801.